# Arthur Ellis
Pour les articles homonymes, voir Ellis.
Arthur Edward Ellis, né le 8 juillet 1914 à Halifax et mort le 23 mai 1999, est un arbitre anglais de football. Il commence en 1936, devient arbitre international en 1948, avant d'arrêter les matchs internationaux en 1961. Il est notamment l'arbitre de la première finale de la Coupe des clubs champions européens, de la « Bataille de Berne », match mémorable opposant le Brésil à la Hongrie lors de la Coupe du monde de football de 1954, ou de la finale de l'Euro 1960.

## Biographie
Arthur Ellis naît le 8 juillet 1914 à Halifax dans le district de Pellon. Il est le premier des deux fils de son père William et de sa mère Zylpha et reçoit son éducation dans une école catholique de son district natal. Comme beaucoup des jeunes gens de son âge, il commence à travailler dans une usine de textile à l'âge de 14 ans,. En parallèle de son travail, il s'intéresse de plus en plus au football, et, encouragé par son père, il arbitre son premier match à l'âge de seize ans, en 1930. Il restera dans l'industrie du textile jusqu'en 1952.
Progressivement, il arbitre des matchs de plus en plus importants, entre des équipes de jeunes, puis entre des équipes seniors à un niveau amateur, avant d'être agréé par la Fédération anglaise en 1936,. Lors de la Seconde Guerre mondiale, il continue à arbitrer des matchs régionaux et s'enrôle dans la Royal Air Force en tant qu'éducateur physique. Il devient un arbitre FIFA en 1948 et arbitre des matchs internationaux. 
Il arbitre ainsi lors de trois Coupes du monde, arbitrant également la finale des Jeux olympiques de 1952. Il officie également en tant qu'arbitre lors des six premières éditions de la Coupe des clubs champions européens, arbitrant la première finale. Après avoir arbitré la finale de l'Euro 1960 et un dernier match de la Coupe des clubs champions européens, Arthur Ellis prend sa retraite en 1961.
Durant les années 1970 et 1980, il participe à Jeux sans frontières. Il meurt le 23 mai 1999 des suites d'un cancer de la prostate.

## Carrière
Il a officié dans des compétitions majeures : 
- Coupe du monde de 1950 (2 matchs)
- Coupe d'Angleterre de football 1951-1952 (finale)
- Jeux olympiques de 1952 (5 matchs dont la finale)
- Coupe du monde de 1954 (2 matchs)
- Coupe des clubs champions européens 1955-1956 (6 matchs dont la finale)
- Coupe des clubs champions européens 1956-1957 (2 matchs)
- Coupe des clubs champions européens 1957-1958 (2 matchs)
- Coupe du monde de 1958 (2 matchs)
- Coupe des clubs champions européens 1958-1959 (1 match)
- Coupe des clubs champions européens 1959-1960 (2 matchs)
- Euro 1960 (finale)
- Coupe des clubs champions européens 1960-1961 (1 match)